# March of the Eagles
March of the Eagles je strateška video igra koju je razvila kompanija Paradoks Interaktiv i objavila 19. februara 2013. Igra se bazira na vremenskom periodu od 1805. do 1820. Počeo je život kao nastavak Napoleonove kampanje AGEOD-a, a prvobitno je bio nazvan Napoleonove kampanje II. Budući da je Paradoks kupio AGEOD, oni su razvili i ponovili igru. Studio Virtual Programming objavio je verziju igre za Mac OS 9. maja 2013. godine.

## Gejmplej
je igra koja vam omogućava da kontrolišete bilo koju od glavnih evropskih sila tokom Napoleonovih ratova. Kao i druge paradoks strategije, vi donosite odluke koje se baziraju na oružanim snagama, proizvodnji i diplomatiji. March of the Eagles takođe uključuje različite uslove pobede za različite nacije.

### Dominacija
Francuska počinje kao dominantna kopnena sila u igri, a Velika Britanija počinje kao dominantna pomorska sila. Glavni fokus igre je na koalicijama, koje mogu formirati samo dominantne sile. Dakle, ako bi Rusija zamenila Francusku kao dominantnu kopnenu silu, ona bi vodila koaliciju protiv dominantne pomorske sile (Velika Britanija na početku). Glavna knjiga u igri će omogućiti igraču da prati ko je dominantan, a ko je njihov najbliži rival. Svaka druga zemlja može postati dominantna preuzimanjem kontrole nad određenim provincijama.
Za velike sile, dominacija zemlje i dominacija mornarice su ključni faktori u pobedi, a za manje sile, uspeh vašeg saveza može dovesti do pobede.

### Ideje
Igra takođe koristi ‚‚ideje”, koje zamenjuju stablo tehnologije koja se koristi u sličnim Paradoks igrama. Poeni ideja se dobijaju kroz bitke, a gubljenje bitke može da zasluži vašoj naciji više poena ideja nego pobedu, balansirajući igru dok ona ide dalje. Ideje mogu imati širok efekat na zemlju, uticati na borbu na kopnu, borbu na moru, finansije i broj ljudi. Glavne sile takođe imaju deo ideja specifičnih za njih.
Za razliku od nekih drugih strateških igara iz Paradoksa, možete prilagoditi formiranje vaših vojski tako da (na primer) odredite koje jedinice idu na koje bokove.

### Velike sile
Velike sile u igri su:
- Francusko carstvo
- Austrijsko carstvo
- Osmansko carstvo
- Kraljevina Španija
- Kraljevina Švedska
- Ujedinjeno Kraljevstvo
- Rusko carstvo
- Prusko kraljevstvo
- Danska-Norveška

### Slabije sile
Manje sile u igri se sastoje od drugih evropskih država koje su postojale 1805. godine, kao što je Batavijska republika.

## Razvoj
Chris King (koji je radio i na drugim Paradoks igrama kao što su Victoria II i Sengoku) bio je dizajner igre za March of the Eagles. Prvobitno se zvao Napoleonove kampanje II.
Originalnu Napoleonovu kampanju objavila je AGEOD 2007. godine, a Paradoks je kupio kompaniju u decembru 2009. Paradoks je imao viziju da stvori nastavak koji se oslanja na ratne uticaje Hearts of Iron, izgled i osećaj Europa Universalis, i sposobnost da ‚‚pobedi”, kao u Sengoku. Beta je objavljena u avgustu 2012.

## Prijem
Nakon puštanja, igra je imala ukupan rezultat 73 na Metacritic. Pisući o ovoj igri, IGN je rekao: ‚‚March of the Eagles možda ima manje ograničenja nego njegov veliki rođaci u strategiji, ali u ograničavanju njegovih ciljeva čini se da su njegovi uspesi još očigledniji. To je relativno kratko i pristupačno iskustvo koje je dobro i bolje sa prijateljima.” [4] Takođe je dobio pohvale za svoj multiplajer modifikaciju. Destructoid je rekao: ‚‚Diplomatija, izdavanje, i rivalstvo koje volim toliko ostaje veoma netaknuto kada dodajete ljudske protivnike, posebno u LAN okruženju, i to je zaista bilo jedno od najprijatnijih iskustava koje sam ikada imao s velikom strategijom.”
Međutim, neke kritike (uključujući i IGN) su komentarisale nedostatak dubine u poređenju sa ostalim naslovima Paradoksa.

## Spoljašnje veze
- Zvanični sajt Архивирано на веб-сајту  (10. април 2013)